# گایانه ساروخانیان
گایانه ژورایی ساروخانیان (Գայանե Ժորայի Սարուխանյան؛ زادهٔ ۲۰ فوریهٔ ۱۹۶۰) یک سیاستمدار و آموزگار اهل ارمنستان است که از تاریخ ۱۹۹۵ تا تاریخ ۱۹۹۹ سمت نمایندگی دوره اول مجلس ملی جمهوری ارمنستان را برعهده داشت.

## زندگی‌نامه
در ۲۰ فوریه ۱۹۶۰ در وانادزور به دنیا آمد و از مؤسسه تربیتی وانادزور فارغ‌التحصیل شد. 